# أندرياس شتروبل
أندرياس شتروبل (بالألمانية: Andreas Strobel)‏ (و. 1972  م) هو راكب دراجة هوائية، ومتسلق جبال تزلج ‏ ألماني، ولد في زيلب.

## روابط خارجية
- أندرياس شتروبل على موقع أرشيف الدراجات (الإنجليزية)